# Harley-Davidson Club Praha

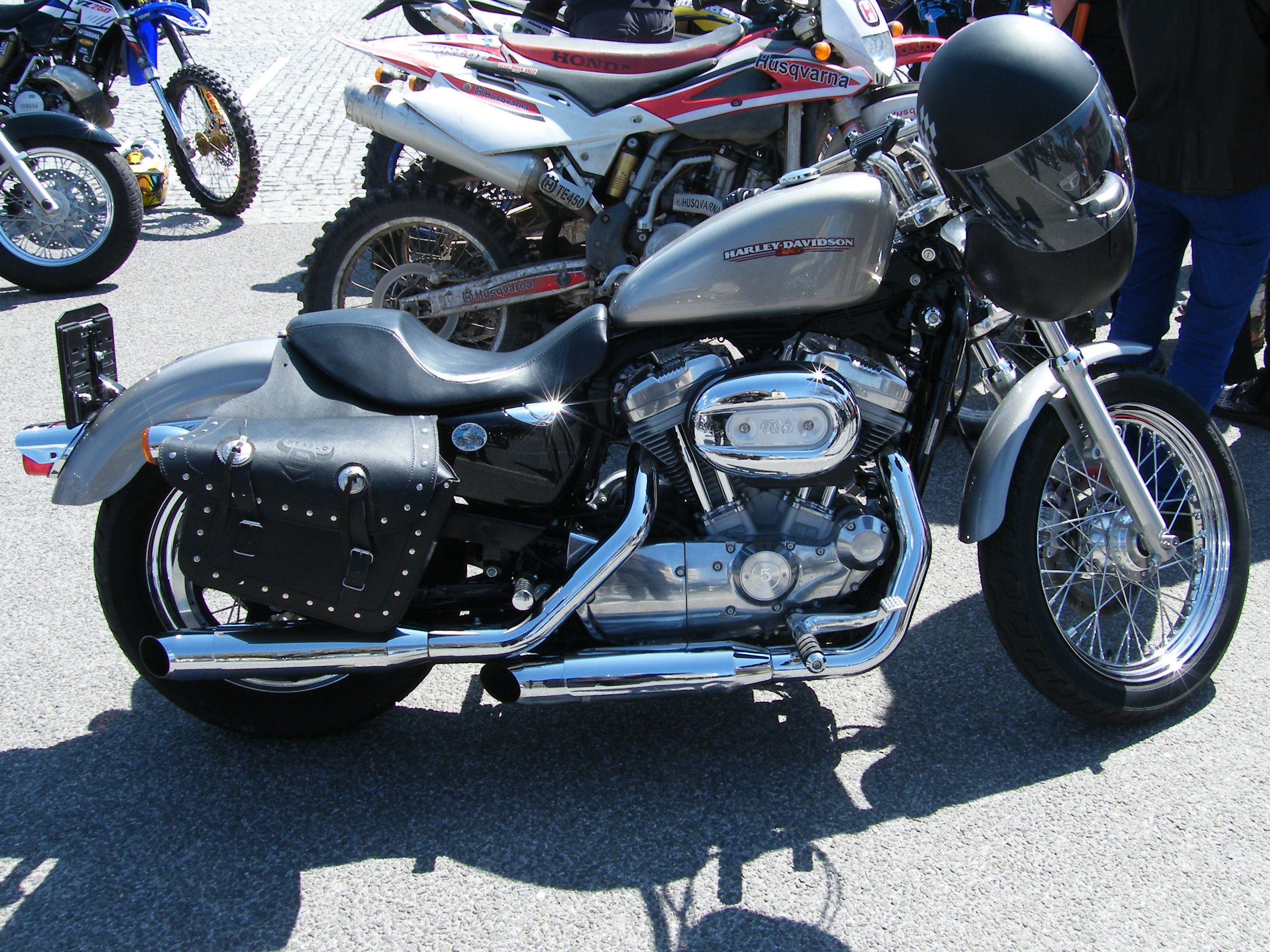
Motocykl Harley-Davidson 883 Sportster

Harley-Davidson Club Praha je nejstarším existujícím společenstvím vlastníků motocyklů Harley-Davidson na světě.[zdroj⁠?!] Založen byl v roce 1928, neoficiální vznik je kladen do roku 1927.

## Vznik klubu
Myšlenka na založení klubu vznikla v roce 1927 na svatbě slavného motocyklového závodníka Bohumila Turka, který byl zároveň ředitelem firmy Tesárek, dovážející tehdy do Československa motocykly Harley-Davidson. K oltáři přijelo Turka doprovodit 60 jezdců na motocyklech H-D. Ti se v průběhu svatební hostiny shodli, že by se spolu rádi setkávali častěji. Tato idea – podpořená firmou Tesárek – se ujala a záhy byl založen Motoklub Harley-Davidson. Jeho členové se začali pravidelně scházet a pořádat společné vyjížďky. Brzy však vyvstal zásadní problém – pro formální nedostatky ve stanovách odmítlo ministerstvo vnitra Motoklub H-D zaregistrovat. Současně si členové klubu začali uvědomovat, že je jejich spolková činnost příliš svázána s komerčními aktivitami dovozce H-D, který klubu v podstatě využívá ke své propagaci. I tyto okolnosti vedly k zásadnímu přepracování stanov, které úřady následně bez výhrad zaregistrovaly. 25. února 1928 pak byl na Valné hromadě v hotelu Gráf na náměstí Petra Osvoboditele v Praze (dnešní I. P. Pavlova) oficiálně založen Harley Club Praha (HCP). Klub tedy uvádí jako rok svého založení datum úřední registrace, přestože vznikl už roku 1927.
HCP se od počátku zaměřil na motosoutěže, cestování, pořádal školení v technice jízdy, přednášky o konstrukci motocyklu, společenské večery, vydával klubový magazín, spolupracoval s ostatními českými motokluby a zahraničními H-D kluby, se kterými pak podnikal soutěžní akce a vyjížďky. Specialitou se staly mototurnaje doplněné ukázkami motocyklové akrobacie. Pravidlem se stala čtvrteční společná setkání – tato tradice se zachovala dodnes. HCP začal jako první motoklub v Československu pořádat Zahájení motocyklové sezony společnou jízdou do Poděbrad – tato tradice byla přerušena v padesátých letech 20. století a obnovena v roce 1998. Roku 1929 HCP inicioval vytvoření Federace evropských Harley klubů. Tento záměr se však tehdy nepodařilo realizovat a k založení této instituce došlo až o 60 let později. Po prvním roce měl HCP 150 členů. Již tenkrát byly motocykly H-D poměrně drahým zbožím – za cenu jednoho motocyklu bylo možné pořídit např. malý domek. Tomu odpovídalo i složení klubu – většina členů pocházela z podnikatelských kruhů. HCP byl od svého založení až do vypuknutí druhé světové války největším a nejaktivnějším motoklubem na území ČSR. V tomto období klub na českém území přispěl k popularizaci značky H-D a motocyklů vůbec. Stroje H-D začala používat československá armáda, policie, finanční stráž a dokonce taxislužba.

## Omezení činnosti
Po vyhlášení protektorátu v roce 1939 byla klubu zakázána činnost. Válka přinesla různá omezení, včetně distribuce benzínu, který byl přidělován pouze armádě, policii a zdravotnictví. Přesto se členové HCP nadále tajně scházeli po restauracích a na turistických výletech. Postupem času začaly okupační úřady zabavovat motorová vozidla pro potřeby armády. Proto členové HCP své stroje rozebírali, znepojízdňovali nebo schovávali. Přesto bylo za okupace mnoho motocyklů H-D zrekvírováno, což ve svém důsledku ovlivnilo i poválečnou skladbu klubu. Po osvobození a znovulegalizaci spolkové činnosti totiž zbylo v klubu pouhých 10 % předválečných členů.
V roce 1945 došlo v HCP k organizačním změnám a byl přejmenován na Harley UNRRA Club. Nový název zohledňoval fakt, že po válce většina členů získala své motocykly ze skladů organizace UNRRA (Organizace pro pomoc válkou postiženým zemím) v Plzni. Touto institucí bylo v Československu prodáno přes 600 motocyklů H-D, většinou modelů WLA a WLC. Šlo převážně o stroje použité v bojích a pouze malé procento z nich byly nové motocykly. Klub postupně obnovoval své předválečné aktivity. Pořádal i společné motocyklové dovolené. Srazy, jak je známe z dneška, neexistovaly. Jezdilo se na tehdy populární jednodenní výlety, kterých se zúčastňovalo kolem stovky motocyklů. To však trvalo pouze do komunistického převratu v roce 1948.
Klub musel z politických důvodů změnit název na dnešní Harley-Davidson Club Praha (H-DCP), protože zkratka UNRRA v jeho názvu příliš glorifikovala štědrou americkou poválečnou pomoc Československu, což bylo pro špatně hospodařící komunistický režim nepřijatelné. Obavy z tajné komunistické policie pak vedly klub k utlumení činnosti. V této ponuré době se členové klubu opět scházeli tajně po restauracích a na turistických výletech. Motocyklových vyjížděk bylo pomálu a když už se vyjelo, tak po malých skupinkách, aby to nebudilo nevítanou pozornost úřadů. Aby úřady klub nezakázaly, byl H-DC Praha v 50. letech minulého století donucen začlenit se do armádou kontrolované organizace Svazarm. Zde byl H-DCP více na očích a pod kontrolou úřadů.
V roce 1964 se v Seči u Chrudimi klubu podařilo uspořádat první National rally po vzoru západních H-D klubů. První mezinárodní sraz byl úřady povolen až v roce 1967. Uskutečnil se v Anníně na Šumavě a navštívilo ho mnoho jezdců ze Západní Evropy. Členové H-DCP tak měli poprvé možnost na vlastní oči spatřit poválečné modely H-D včetně legendární Electra Glide. Perličkou je, že tuto akci osobně navštívil – byť omylem – tehdejší prezident republiky Antonín Novotný. V roce 1968, tentokrát po vpádu ruských okupačních vojsk, byla opět činnost klubu minimalizována. Členové byli sledováni tajnou policií StB a na klubových srazech pak pod nátlakem Svazarmu docházelo k absurdním aktivitám, jako házení gumovým granátem, střílení na terč apod. V celé této éře poznamenané nedostatkem náhradních dílů, zákazy, rozehnanými srazy a dalšími nepříjemnostmi se přesto podařilo udržet klub při životě.

## Novodobá historie
Po pádu komunistické diktatury v roce 1989 H-DC Praha ze Svazarmu bez meškání vystoupil. Odolal pokušení nadále se sdružovat pod „ochrannými křídly“ jiných zastřešujících organizací a vydal se samostatnou cestou. Díky novým společenským poměrům začal rozvíjet svou činnost, navazovat užší kontakty s ostatními evropskými H-D kluby a budovat svůj novodobý image. V současnosti H-DCP pořádá tři velké motosrazy ročně – na jaře První míli, v létě Czech Rally a na podzim Poslední míli. Tyto akce dosáhly takové obliby a povědomí, že název „Míle“ postupně pro své srazy převzaly i ostatní české kluby sdružující majitele H-D. Dále klub pořádá dvě velké vyjížďky – v březnu 1. jarní a 28. října podzimní. Mezi „nemotocyklové“ klubové akce patří prosincová Mikulášská party, silvestrovská výprava do pražské zoo za orlem bělohlavým, jehož je H-DCP hrdým sponzorem. Příležitostně se účastní se svou expozicí březnových veletrhů Motocykl. Klub rovněž spoluorganizuje dubnové Zahájení motosezony jízdou Praha–Poděbrady – renomovanou akci s velkou účastí (v roce 2010 téměř 5000 motocyklů) a květnovou Bikerskou mši. Samozřejmě podporuje výpravy svých členů na akce jiných klubů. H-DC Praha však má i další příležitostné aktivity – např. v roce 2003 spolupracoval s Národním technickým muzeem na přípravě významné výroční výstavy 100 let H-D.
V r. 1993 se H-DCP stal členem prestižní Federace evropských H-DC. Členství v této organizaci umožnilo v roce 2003 uskutečnit dosud největší H-D sraz v české historii – Super Rally. Jde o největší evropský megasraz H-D, pořádaný jednou ročně v zemi zvoleného pořadatelského klubu. H-DC Praha byl vybrán z mnoha zájemců a jako vůbec první H-DC ze zemí bývalého „východního bloku“. Super Rally v roce 2003 byla mimořádně sledovanou událostí, protože se konala v roce 100. výročí založení továrny Harley-Davidson a 75. výročí založení H-DC Praha. Náročné přípravy trvaly téměř tři roky. S tak gigantickou akcí neměl dosud H-DCP žádné zkušenosti a ani podmínky v české ekonomice a službách tehdy nedosahovaly standardů a možností obvyklých v ekonomicky vyspělejších západních zemích. Sraz se však vydařil, trval 6 dní a pořadatelsky ho zajišťovalo několik set lidí – členové klubu, jejich rodinní příslušníci, přátelé i členové jiných motoklubů. Na Super Rally do Českých Budějovic přijelo z celé Evropy a dalších kontinentů 9 000 návštěvníků na 7 000 strojích.
V roce 2008 se H-DC Praha dočkal svých osmdesátin. Na oslavu tohoto výročí uspořádal velký mezinárodní motosraz s bohatým programem ve Skochovicích u Vraného nad Vltavou, jehož se zúčastnilo 1200 návštěvníků na 800 motocyklech. V současnosti má H-DCP na 300 členů a ve srovnání s ostatními evropskými H-D kluby se řadí mezi středně velké. Strojový park členů H-DCP zabírá široké spektrum – od vyloženě historických kousků po nejnovější modely. H-DC Praha nesdružuje jen jezdce z metropole, má členy ze všech koutů republiky a dokonce i ze zahraničí, např. z Německa, Rakouska, Švýcarska, Belgie, Polska, ale třeba i z USA. V klubu vládne takřka rodinná atmosféra, pramenící z faktu, že zhruba dvě třetiny členů už spolu jezdí 20 let a více. V duchu tradic se klub pravidelně schází každý první čtvrtek v měsíci. Přes snahy o likvidaci klubu v totalitních dobách se nikdy nepodařilo jeho činnost zcela zadusit. A protože v roce 1978 zanikl H-DC San Francisco – do té doby nejstarší H-D klub – převzal H-DC Praha jeho prvenství a je tak nejstarším H-D klubem na světě.
V roce 2018, tedy na své devadesáté narozeniny se H-DC Praha spolupodílel na oslavách 115 let firmy Harley-Davidson. Celosvětově byly dvě hlavní oslavy, které se konaly v sídle firmy v Milwaukee a v Praze. Na tuto akci, která se konala na Výstavišti Praha, do Prahy dorazilo přes 11 000 lidí na 6 7500[ujasnit] motocyklech. Dorazili i potomci zakladatelů Bill Davidson se sestrou Karen Davidson a na pražské oslavě oficiálně předali zástupcům H-DC Praha Certifikát kterým uznávají H-DC Praha jakožto nejstarší existující Klub jejich značky na světě.
21. 5. 2022 byla odhalena pamětní deska na domě I. P. Pavlova 1789/5, Praha 2 na místě původního založení Harley Clubu Praha.